# Johan Henrik Lampa
Johan Henrik Lampa, född 1769, död 1821, var en svensk silversmed och konsthantverkare.
Han var son till guldsmeden Jakob Lampa och Hedvig Lyonno och styvfar till Carl Petter Hudding. Han var verksam som  mästare i Stockholm 1806–1821. Lampa är representerad med två silverföremål vid Nationalmuseum samt vid Nordiska museet och Hallwylska museet, alla i Stockholm.